# Ideoblothrus westi
Espèce
Ideoblothrus westi est une espèce de pseudoscorpions de la famille des Syarinidae.

## Distribution
Cette espèce est endémique du Pilbara en Australie-Occidentale. Elle se rencontre vers la Fortescue River.

## Description
La femelle holotype mesure 1,883 mm.

## Étymologie
Cette espèce est nommée en l'honneur de Paul L. West.

## Publication originale
- Harvey & Edward, 2007 : A review of the pseudoscorpion genus Ideoblothrus (Pseudoscorpiones, Syarinidae) from western and northern Australia. Journal of Natural History, vol. 41, no 5/8, p. 445-472.